# Phalacrotophora paradoxa
Phalacrotophora paradoxa är en tvåvingeart som beskrevs av Schmitz 1949. Phalacrotophora paradoxa ingår i släktet Phalacrotophora och familjen puckelflugor. Inga underarter finns listade i Catalogue of Life.